# Dolno Ouïno
Dolno Ouïno (Долно Уйно en bulgare) est un village de Bulgarie situé dans l'obchtina de Kyoustendil et dans l'oblast de Kyoustendil.
Dolno Ouïno est situé sur les bords de la Dragovištica, un affluent droit de la Strouma.